# Lucasius scitus
Lucasius scitus är en kräftdjursart som beskrevs av Gustav Budde-Lund 1885. Lucasius scitus ingår i släktet Lucasius och familjen Porcellionidae. Inga underarter finns listade i Catalogue of Life.